# Ny Lellingegård
Ny Lellingegård er en lille hovedgård lidt øst for Vemmedrup, cirka 2 km sydvest for den gamle hovedgård Lellingegård, som den blev udskilt fra i 1783. Er nu avlsgård under Vallø Stift. Gården ligger i Lellinge Sogn i Køge Kommune. Ny Lellingegård er på 176 hektar.

## Ejere af Ny Lellingegård
- (1783-) Vallø Stift